# Alix Fournier
Emile-Eugène-Alix Fournier (* 11. Oktober 1864 in Paris; † 12. September 1897 in Joinville-le-Pont) war ein französischer Komponist.
Fournier besuchte die Musikschule von Louis Niedermeyer und studierte dann am Conservatoire de Paris Orgel bei César Franck, Komposition bei Léo Delibes und Harmonielehre bei Théodore Dubois. Er beteiligte sich mehrfach am Wettbewerb um den Prix de Rome und gewann 1891 mit der Kantate L’Interdit den Ersten Second Grand Prix.
Er komponierte eine Anzahl von Liedern und die Oper Stratonice nach einer Dichtung von Louis Gallet, die 1892 an der Académie nacionale de musique uraufgeführt wurde.
| Personendaten    | Personendaten               |
| ---------------- | --------------------------- |
| NAME             | Fournier, Alix              |
| ALTERNATIVNAMEN  | Fournier, Emile-Eugène-Alix |
| KURZBESCHREIBUNG | französischer Komponist     |
| GEBURTSDATUM     | 11. Oktober 1864            |
| GEBURTSORT       | Paris                       |
| STERBEDATUM      | 12. September 1897          |
| STERBEORT        | Joinville-le-Pont           |